# Pityrogramma opalescens
Pityrogramma opalescens är en kantbräkenväxtart som beskrevs av Michael Sundue. Pityrogramma opalescens ingår i släktet Pityrogramma och familjen Pteridaceae. Inga underarter finns listade.